# Aulagromyza atlantidis
Aulagromyza atlantidis är en tvåvingeart som beskrevs av Spencer 1967. Aulagromyza atlantidis ingår i släktet Aulagromyza och familjen minerarflugor.
Artens utbredningsområde är Marocko. Inga underarter finns listade i Catalogue of Life.